# Tipula irregularis
Tipula irregularis är en tvåvingeart som först beskrevs av Pokorny 1887.  Tipula irregularis ingår i släktet Tipula och familjen storharkrankar. Inga underarter finns listade i Catalogue of Life.